# Exercício físico

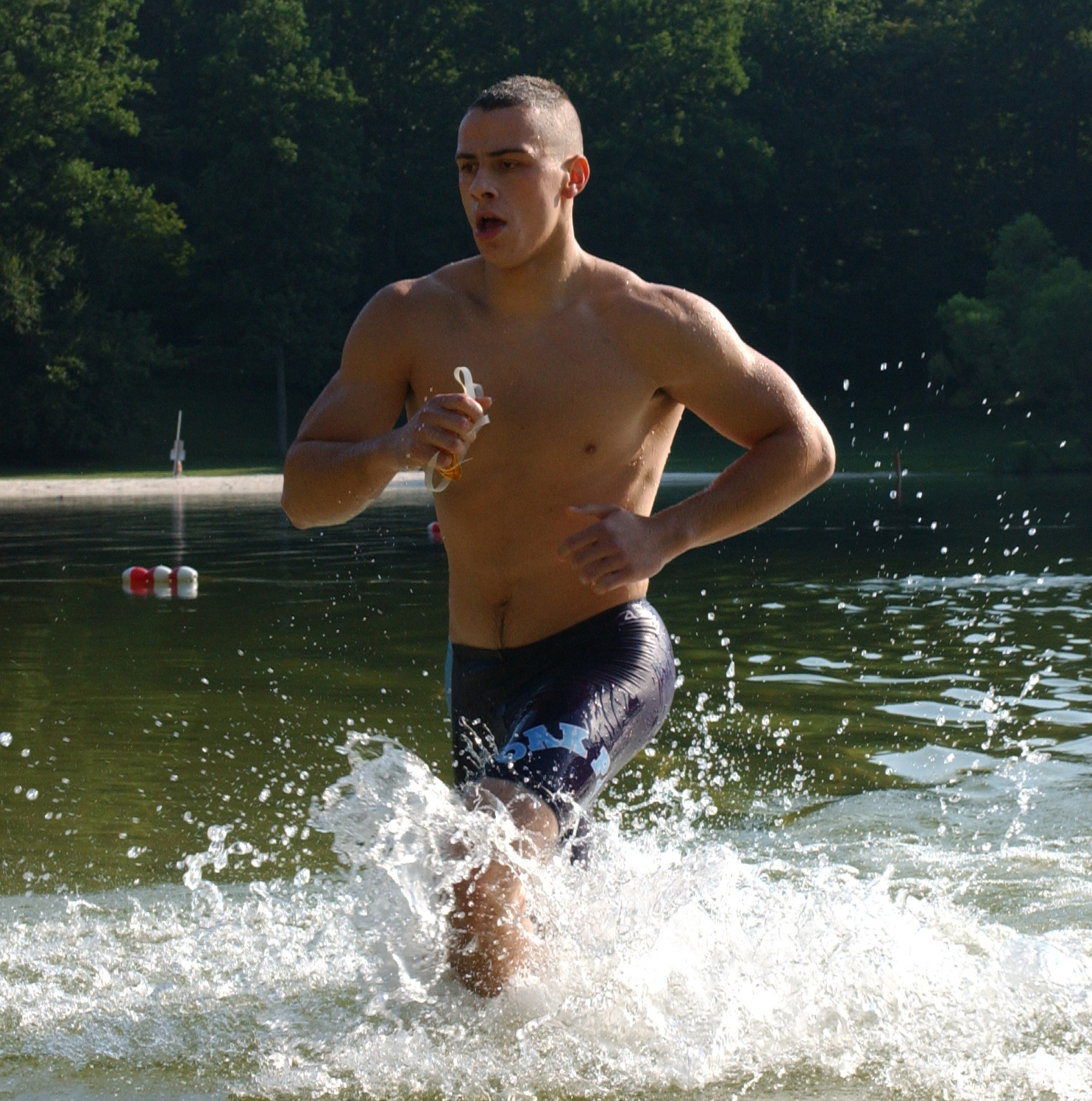
Um soldado americano emerge da água durante uma natação de triatlo.

O exercício físico é qualquer atividade que mantém ou aumenta a aptidão física em geral, e tem o objetivo de alcançar a saúde e também a recreação. O motivo da prática de exercícios inclui: o reforço da musculatura e do sistema cardiovascular; o aperfeiçoamento das habilidades atléticas; a perda de peso e/ou a manutenção de alguma parte do corpo.
Para muitos médicos e especialistas, exercícios físicos realizados de forma regular ou frequente estimulam o sistema imunológico, ajudam a prevenir doenças (como cardiopatia, doenças cardiovasculares, diabetes tipo 2, etc.), moderam o colesterol, ajudam a prevenir a obesidade, e outras coisas. Além disso, melhoram a saúde mental e ajudam a prevenir a depressão. Todo exercício físico deve ser sempre realizado sob a orientação de um profissional ou centro desportivo qualificado, pois a prática de esportes somente nos permite atingir os objetivos esperados quando é devidamente orientada.
Estima-se que à inatividade física seja responsável por 6% das doenças cardiovasculares, 7% de diabete tipo 2, 10% de câncer de mama e 10% de câncer de cólon. Essa inatividade também é responsável por 9% da mortalidade prematura no mundo.

## Benefícios

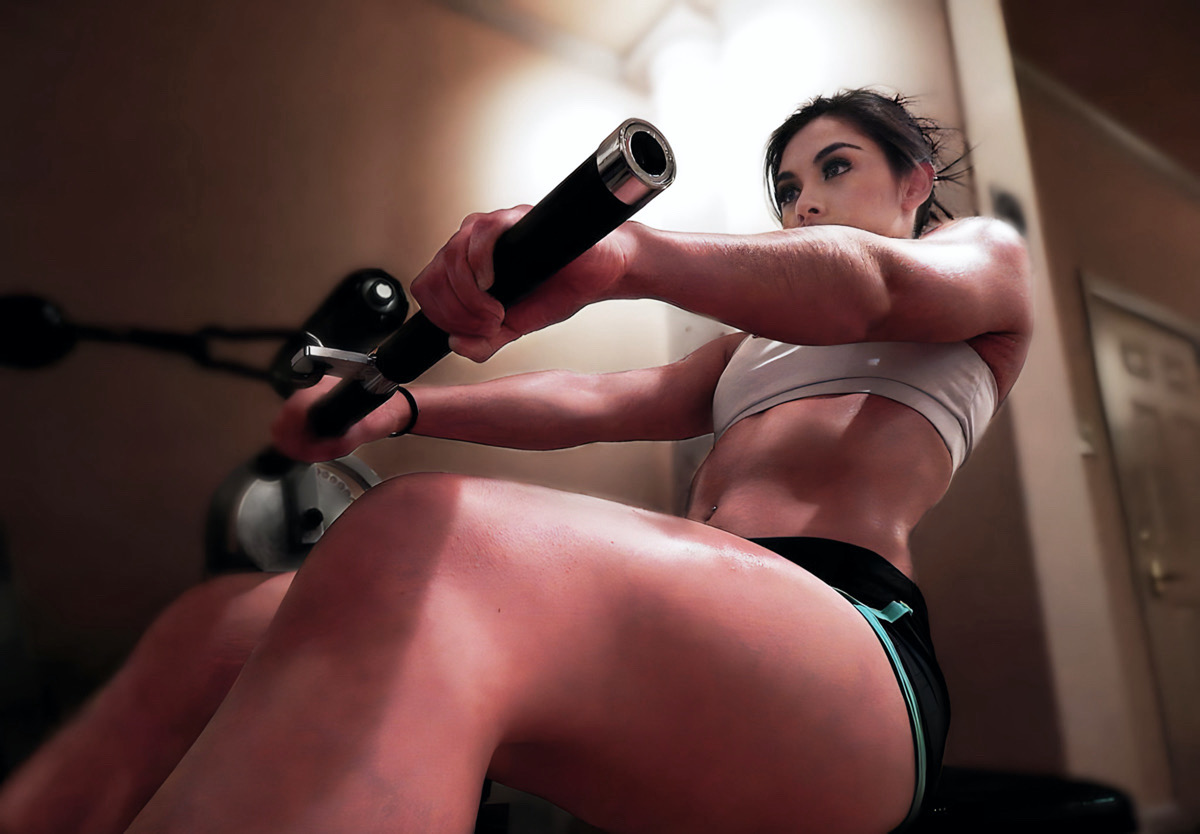
Mulher fazendo exercício físico em equipamento de uma academia.

O exercício físico é um componente do moderno estilo de vida que nas suas distintas modalidades tais como ginástica, desporto e educação física constituem atividades vitais para a saúde, a educação, a recreação e o bem-estar do ser humano, a prática do desporto e os exercícios físicos podem fazer pelos Homens o que não poderiam fazer milhões de médicos. A prolongação da vida e a terapia contra numerosas enfermidades são os principais benefícios do exercício físico. Alguns dos benefícios da prática de exercícios incluem: o reforço da musculatura e do sistema cardiovascular; o aperfeiçoamento das habilidades atléticas; a perda de peso e/ou a manutenção de alguma parte do corpo. Para muitos médicos e especialistas, exercícios físicos realizados de forma regular ou frequente estimulam o sistema imunológico, ajudam a prevenir doenças (doenças cardíacas) moderam o colesterol, ajudam a prevenir a obesidade, e outras coisas. Além disso, melhoram a saúde mental e ajudam a prevenir a depressão. Em cenários específicos, como o cancro, o exercício físico pode ter também efeitos benéficos, nomeadamente na cardioproteção, com estudos pré-clínicos recentes a demonstrar a importância do exercício na prevenção da caquexia cardíaca induzida pelo cancro.

## Exercícios físicos na vida adulta
O ideal para a saúde é que o exercício físico se torne um hábito na infância ou na adolescência, para não haver dificuldades de integrá-la à vida  adulta. Um dos principais problemas relacionados a essa adaptação é a falta de tempo, que cria os "atletas de final de semana". Praticar atividade física somente aos finais de semana pode não ser bom para a saúde. É necessário um ritmo correto entre exercício e descanso. O recomendado é que, para cada dia de exercício, seja dado um dia de descanso, principalmente para as pessoas que se iniciam.
As consequências do sedentarismo para a saúde do homem são nefastas e bem conhecidas: maior risco de aterosclerose e suas consequências (angina, infarto do miocárdio, acidente vascular cerebral), aumento da obesidade, aparição de problemas como: hipertensão arterial, diabetes, osteoporose, dislipidemia, doença pulmonar obstrutiva crônica, asma, depressão, ansiedade, além de aumento do risco de afecções osteo musculares e de alguns tipos de câncer de cólon e de câncer de mama.
Fazer exercício durante a idade adulta atrasa a perda de volume cerebral na velhice. Em estudos realizados, as ressonâncias magnéticas ao cérebro e os testes cognitivos aos participantes revelaram que as pessoas que tinham pior forma física tinham uma pressão arterial e frequência cardíaca mais elevadas quando praticavam desporto, além de terem menor tecido do cérebro.

## Nutrição e recuperação
A nutrição adequada é tão importante para a saúde quanto os exercícios. Durante os exercícios, é ainda mais importante ter uma boa dieta para garantir que o corpo tenha a proporção correta de macronutrientes e, ao mesmo tempo, forneça muitos micronutrientes, a fim de ajudar o corpo no processo de recuperação após exercícios extenuantes. A recuperação ativa é recomendada após a participação em exercícios físicos porque remove o lactato do sangue mais rapidamente do que a recuperação inativa.
O exercício tem um efeito sobre o apetite, mas se aumenta ou diminui o apetite varia de indivíduo para indivíduo e é afetado pela intensidade e duração do exercício.

## Fatores prejudiciais

### Consumo de álcool
O álcool estimula a liberação de insulina pelo fígado, que em excesso, desregulariza os níveis de açúcar no corpo, podendo estar relacionado a casos de diabetes tipo 2. Além disso, bebidas alcoólicas provocam desidratação, e isso interfere na absorção de vitaminas e minerais pelo organismo, o que são essenciais para um organismo saudável. Por fim, o álcool também é uma bebida calórica, que com ingestão não balanceada, pode levar o indivíduo ao sobrepeso. Isso pode ser explicado bioquimicamente, uma vez que o etanol é uma substância tóxica, assim, deve ser expelido do corpo rapidamente, tendo então, prioridade nas vias metabólicas, como oxidação lipídica que promove a lipólise, ou seja, favorecendo o estoque de gordura pelo organismo.

### Sono irregular
Um sono irregular estimula a liberação de grelina, hormônio que tem ligação com a sensação de insaciedade e fome, ou seja, estimula o consumo alimentar, o que pode causar superávit calórico e casos de sobrepeso. Além disso, o sono irregular provoca cansaço e falta de atenção, o que prejudica a prática de exercícios locomotores.

### Baixa ingestão de água
Durante a prática de exercícios, a energia química proveniente da oxidação dos nutrientes é transformada em calor. O corpo, para regular a temperatura, como mecanismo de termorregulação, realiza a evaporação de suor. A fim de repor a água perdida pela transpiração, é imprescindível a ingestão de água, pois a desidratação, desde leve a moderada, causa sinais de intolerância ao calor, sede, fadiga muscular, tontura e entre outros sintomas. Dessa forma, o consumo de água é um fator essencial para não cair o rendimento na prática de atividades físicas.